# Factor de terminación de la transcripción I
El factor de terminación de la transcripción 1 es una proteína que en los humanos se encuentra codificada por el gen TTF1.

## Otras lecturas
- Maruyama K, Sugano S (1994). «Oligo-capping: a simple method to replace the cap structure of eukaryotic mRNAs with oligoribonucleotides.». Gene 138 (1–2): 171-4. PMID 8125298. doi:10.1016/0378-1119(94)90802-8.
- Bonaldo MF, Lennon G, Soares MB (1997). «Normalization and subtraction: two approaches to facilitate gene discovery.». Genome Res. 6 (9): 791-806. PMID 8889548. doi:10.1101/gr.6.9.791.
- Suzuki Y, Yoshitomo-Nakagawa K, Maruyama K, etal (1997). «Construction and characterization of a full length-enriched and a 5'-end-enriched cDNA library.». Gene 200 (1–2): 149-56. PMID 9373149. doi:10.1016/S0378-1119(97)00411-3.
- Jansa P, Mason SW, Hoffmann-Rohrer U, Grummt I (1998). «Cloning and functional characterization of PTRF, a novel protein which induces dissociation of paused ternary transcription complexes.». EMBO J. 17 (10): 2855-64. PMC 1170626. PMID 9582279. doi:10.1093/emboj/17.10.2855.
- Muth V, Nadaud S, Grummt I, Voit R (2001). «Acetylation of TAF(I)68, a subunit of TIF-IB/SL1, activates RNA polymerase I transcription.». EMBO J. 20 (6): 1353-62. PMC 145524. PMID 11250901. doi:10.1093/emboj/20.6.1353.
- Strohner R, Nemeth A, Jansa P, etal (2001). «NoRC--a novel member of mammalian ISWI-containing chromatin remodeling machines.». EMBO J. 20 (17): 4892-900. PMC 125270. PMID 11532953. doi:10.1093/emboj/20.17.4892.
- Strausberg RL, Feingold EA, Grouse LH, etal (2003). «Generation and initial analysis of more than 15,000 full-length human and mouse cDNA sequences.». Proc. Natl. Acad. Sci. U.S.A. 99 (26): 16899-903. PMC 139241. PMID 12477932. doi:10.1073/pnas.242603899.
- Humphray SJ, Oliver K, Hunt AR, etal (2004). «DNA sequence and analysis of human chromosome 9.». Nature 429 (6990): 369-74. PMC 2734081. PMID 15164053. doi:10.1038/nature02465.
- Colland F, Jacq X, Trouplin V, etal (2004). «Functional proteomics mapping of a human signaling pathway.». Genome Res. 14 (7): 1324-32. PMC 442148. PMID 15231748. doi:10.1101/gr.2334104.
- Gerhard DS, Wagner L, Feingold EA, etal (2004). «The status, quality, and expansion of the NIH full-length cDNA project: the Mammalian Gene Collection (MGC).». Genome Res. 14 (10B): 2121-7. PMC 528928. PMID 15489334. doi:10.1101/gr.2596504.
- Nousiainen M, Silljé HH, Sauer G, etal (2006). «Phosphoproteome analysis of the human mitotic spindle.». Proc. Natl. Acad. Sci. U.S.A. 103 (14): 5391-6. PMC 1459365. PMID 16565220. doi:10.1073/pnas.0507066103.
- Takano T, Ito Y, Matsuzuka F, etal (2007). «Quantitative measurement of telomerase reverse transcriptase, thyroglobulin and thyroid transcription factor 1 mRNAs in anaplastic thyroid carcinoma tissues and cell lines.». Oncol. Rep. 18 (3): 715-20. PMID 17671725. doi:10.3892/or.18.3.715.

- Datos: Q18032218